# SR-17018
SR-17018 es un fármaco que actúa como un agonista sesgado en el receptor opioide μ, selectivo para la activación de la vía de señalización de la proteína G sobre el reclutamiento de Arrestina beta 2. En estudios con animales produce efectos analgésicos pero con menos depresión respiratoria y desarrollo de tolerancia que los opioides convencionales.